# 匯款
匯款（英語：wire transfer），又稱順匯、匯付，即是透過銀行、錢莊等金融機構協助，將金錢以電子等方式由一處地方移轉到別一個地方。相較於移動實體的現金，匯款較快速、便利且安全，但通常需支付額外的費用。

## 國際發展目標
聯合國可持續發展目標目标10「减少国家内部和国家之间的不平等」下有具體目標「到2030年，将移民汇款手续费减至3%以下，取消费用高于5%的侨汇渠道」。

## 例子
- 外籍勞工把薪金匯款給家鄉的父母。
- 消費者郵購外國雜誌、時裝等，先匯款後收貨。
- 跨國企業，公司內部，例如分店銷售產品之後，把收入匯兌交回外國的總公司。

## 教科書式的描述
指債務人或買方亦即匯款人將款項交給當地銀行，請其委在債權人或賣方亦即受款人所在地的總分支行或同業，將該款項支付債權人或賣方的一種匯兌方式。

## 匯款的方式
1. 票匯（demand draft，D/D）
2. 信匯（mail transfer，M/T）
3. 電匯（telegraphic transfer，T/T）

## 相關
- 國際貿易
- 外匯
- 匯率
- 地下金融